# Pandemie covidu-19 ve Švýcarsku
Pandemie covidu-19 se rozšířila do Švýcarska dne 25. února, kdy byl v zemi potvrzen první případ. V následujících dnech byly oznamovány další případy, z nichž většina měla návaznost s Itálií.
Dne 28. února švýcarská Spolková rada zakázala všechny akce s více než 1 000 účastníky. Dne 16. března byla uzavřena většina obchodů a dne 20. března byly zakázány všechny veřejné akce s účastí více než pěti lidí. Vláda postupně omezila překračování hranic a oznámila finanční injekci v hodnotě 40 miliard švýcarských franků.

## První případy

Úřední plakát vysvětlující hygienická pravidla a správnou reakci v případě příznaků (verze z 5. března 2020)

Dne 25. února 2020 Švýcarsko potvrdilo první případ nákazy covidem-19, kterým byl 70letý muž žijící v kantonu Ticino, který se vrátil z Itálie.
Dne 5. března oznámila Fakultní nemocnice v Lausanne, že v noci zemřela 74letá žena s koronavirem, nicméně trpěla již chronickým onemocněním.
Později nárůst případů zrychloval, podobně jako v dalších evropských zemích.

## Reakce vlády
Dne 27. února zrušili kvůli šířící se nemoci covid-19 zástupci kantonu Graubünden Engadine Skimarathon.
Následně byly zakázány větší akce, zrušen byl ženevský autosalon, Baselworld či karnevaly v Bernu a Basileji.
V polovině března byla uzavřena většina obchodů a služeb, kromě obchodů s potravinami, lékáren a pošt, následovala další opatření, jako třeba zákaz všech událostí s účastí nad 5 osob.
Vláda také oznámila záchranný balíček pro podporu ekonomiky, a to ve výši 42 miliard CHF.